# Roger z Salisbury
Roger z Salisbury (zm. 1139) – biskup Salisbury od 1102, wcześniej Lord Kanclerz w latach 1101-1102. Od 1120 powołany na nowo utworzony urząd Wielkiego Justycjariusza, zastępującego króla Anglii, gdy ten opuszczał kraj.